# Wietze
Wietze là một đô thị ở huyện huyện Celle, trong bang Niedersachsen, nước Đức. Đô thị Wietze có diện tích 62,94 km². Wietze nằm ở hợp lưu sông Aller và sông nhánh Wietze, cự ly khoảng 15 km về phía tây của Celle.